# 埃舍瑙
埃舍瑙是奥地利下奥地利州利林费尔德县的一个市镇。总面积24.71平方公里，总人口1286人，人口密度52.0人/平方公里（2005年）。